# Oleszki (rejon miadzielski)
Oleszki (biał. Алешкі; ros. Олешки) – wieś na Białorusi, w obwodzie mińskim, w rejonie miadzielskim, w sielsowiecie Budsław.

## Historia
W czasach zaborów w granicach Imperium Rosyjskiego.
W latach 1921–1945 wieś a następnie kolonia leżała w Polsce, w województwie nowogródzkim (od 1926 w województwie wileńskim), w powiecie duniłowickim (od 1926 w powiecie wilejskim), w gminie Budsław.
Według Powszechnego Spisu Ludności z 1921 roku zamieszkiwało tu 138 osób, wszystkie były wyznania rzymskokatolickiego. Jednocześnie 27 mieszkańców zadeklarowało polską przynależność narodową a 111 białoruską. Były tu 24 budynki mieszkalne. W 1931 w 25 domach zamieszkiwało 120 osób.
Miejscowość należała do parafii rzymskokatolickiej w Budsławiu. Podlegała pod Sąd Grodzki w Krzywiczach i Okręgowy w Wilnie; właściwy urząd pocztowy mieścił się w Budsławiu.